# Serre (Fluss Aveyron)
Die Serre ist ein Fluss in Frankreich, der im Département Aveyron in der Region Okzitanien verläuft. Sie entspringt beim Weiler Canac, im Gemeindegebiet von Campagnac, im Regionalen Naturpark Grands Causses, entwässert generell in westlicher Richtung über die Hochebene Causse de Sévérac und mündet nach 29 Kilometern im Gemeindegebiet von Palmas d’Aveyron als rechter Nebenfluss in den Aveyron.

## Orte am Fluss
(Reihenfolge in Fließrichtung)
- Campagnac
- Saint-Saturnin-de-Lenne
- Saint-Martin-de-Lenne
- Pierrefiche
- Coussergues

## Sehenswürdigkeiten
Das Château Galinières liegt direkt am Fluss (im Gemeindegebiet von Pierrefiche) und ist als Monument historique klassifiziert.